# Boris Blank (Musiker)

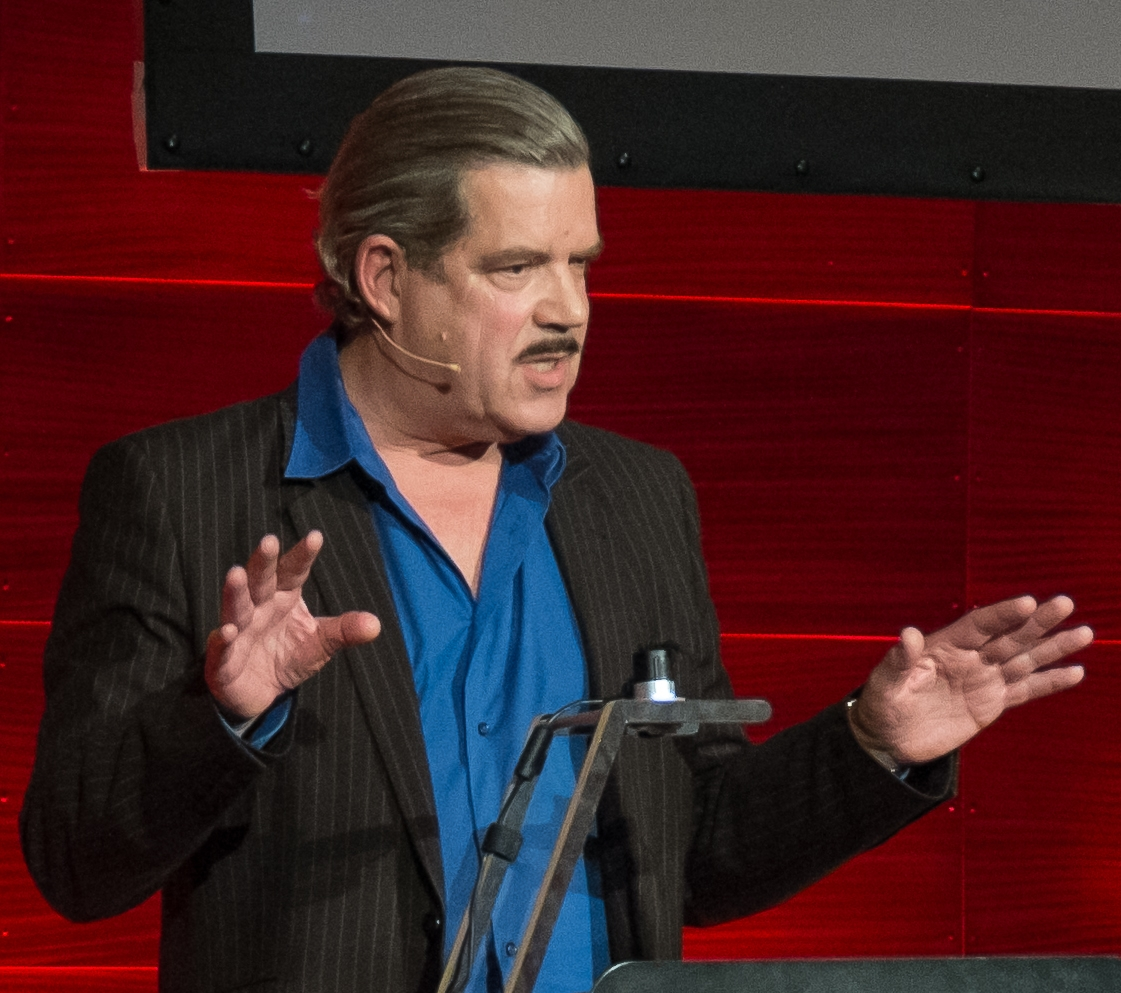
Boris Blank 2013 in Hamburg

Boris Blank (* 15. Januar 1952) ist ein Schweizer Musiker und Gründungsmitglied der Band Yello.

## Leben und Karriere
Boris Blank gründete Ende der 1970er Jahre zusammen mit Carlos Perón die Band Yello. Nachdem Perón die Band verlassen hatte, bildete er seit 1984 allein mit Dieter Meier, ebenfalls seit 1979 Bandmitglied, die Band. Blank ist Komponist der Songs von Yello und kümmert sich vorrangig um den instrumentalen Teil. Abgesehen davon komponiert er auch Filmmusik. Sein bevorzugter Sampler ist der Fairlight CMI, von dem er sagt, er habe seine Welt verändert.
Blank ist Sohn eines Fabrikarbeiters und mit seinen zwei Schwestern in Zürich-Wipkingen aufgewachsen. Er lebt in Zürich, ist verheiratet und hat eine Tochter.

## Filmographie
- 1981: Jetzt und alles, Filmmusik
- 1987: Dandy, Filmmusik
- 1990: Ford Fairlane – Rock ’n’ Roll Detective (The Adventures of Ford Fairlane), Filmmusik
- 1998: Senseless, Filmmusik
- 2001: Lightmaker, Filmmusik

## Diskografie

### Studioalben
- 2014: Convergence (Malia & Boris Blank)
- 2014: Electrified (Boris Blank, solo)
- 2024: Resonance (Boris Blank, solo)